# Grammitis azorica
A Grammitis azorica ou Grammitis marginella subsp. azorica é uma espécie de planta herbácea da família Polypodiaceae, endêmica das Ilhas Terceira, das Flores e do Pico (onde não se sabe se ainda existe), nos Açores, em Portugal. Também é conhecida como Azorean Finger Fern (Samambaia Dedo dos Açores, em tradução livre).
É uma pequena samambaia epífita que vive em florestas pluviais de zimbro cobertas de musgo, em altitudes médias (650-850 m), onde se limita às partes mais úmidas e ventosas da floresta de zimbro. As bordas de suas frondes são proeminentes, pretas e bordadas.
A espécie está Criticamente Ameaçada porque existem menos de 100 indivíduos em seu habitat natural, com subgrupos menores de 50 espécimes, distribuídos em uma área de apenas 8 km²; ou seja, sua população é extremamente fragmentada, com grupos pequenos e isolado. A colheita ilegal representa uma ameaça para esta espécie. A perda de floresta nas ilhas por desmatamento e introdução de espécies arbóreas invasoras (especialmente Cryptomeria japonica) leva a uma redução da vegetação natural onde esta espécie vive. Seu habitat também está diminuindo devido ao pastoreio de gado. Como as únicas subpopulações estão localizadas nas encostas dos vulcões, as erupções vulcânicas também podem ser uma ameaça.
Esta espécie ocorre em áreas protegidas, mas o seu habitat está em declínio porque estas áreas ainda estão abertas ao pastoreio de caprinos, bovinos e coelhos que foram introduzidas na ilha em que a espécie se encontra. A coleta ilegal de espécimes para colocação em herbários também é uma preocupação, pois corresponde a uma perda de 30% de sua população na Ilha das Flores. Para aumentar a área onde esta espécie pode crescer, pode ser necessária a proteção rigorosa de antigas florestas naturais e o plantio de espécies nativas de zimbro.
A localização dos espécimes observados pode ser vista no link.